# (5793) Ringuelet
(5793) Ringuelet es un asteroide perteneciente al cinturón de asteroides, región del sistema solar que se encuentra entre las órbitas de Marte y Júpiter, descubierto el 5 de octubre de 1975 por el equipo del Observatorio Félix Aguilar desde el Complejo Astronómico El Leoncito, San Juan, Argentina.

## Designación y nombre
Designado provisionalmente como 1975 TK6. Fue nombrado Ringuelet en homenaje a la astrónoma Adela Ringuelet, que ha realizado la mayor parte de su trabajo profesional en el Observatorio de La Plata. Su principal campo de investigación es la espectroscopia, un área en la que ha contribuido con más de 100 artículos arbitrados. Es cofundadora de la Asociación Argentina de Astronomía.

## Características orbitales
Ringuelet está situado a una distancia media del Sol de 2,654 ua, pudiendo alejarse hasta 3,117 ua y acercarse hasta 2,191 ua. Su excentricidad es 0,174 y la inclinación orbital 13,43 grados. Emplea 1580,01 días en completar una órbita alrededor del Sol.

## Características físicas
La magnitud absoluta de Ringuelet es 12,5. Tiene 8,068 km de diámetro y su albedo se estima en 0,306. 